# 舵毛蚶
是魁蛤目魁蛤科毛蚶属的一种。主要分布于中国大陆、台湾，常栖息在浅海沙底、潮下带。